# Lup II. Gaskonjski
Lup II. (baskovsko Otsoa, gaskonsko Lop, latinsko Lupus, francosko Loup) je bil tretji zgodovinsko dokazani vojvoda Gaskonje (latinsko dux ali princeps). V zgodovini se je prvič pojavil leta 769. Njegovo nasledstvo je predmet znanstvenih razprav, * ni znano, † 778.
Leta 769 je bil zadnji upor Akvitancev proti Karlu Velikemu in njegovemu bratu Karlmanu, ki se je končal s porazom. Vodja neuspelega upora Hunald je pobegnil na Lupov dvor v Gaskonjo. Lup, ki  je bil dotlej njegov zaveznik in  mu celo posojal svoje vojake, se ni želel zameriti frankovskim kraljem in je Hunalda in njegovo ženo predal Karlu Velikemu. S tem je hkrati naredil uslugo svoji vojvodini in priznal nadvlado frankovskega kralja.
Lup bi lahko bil Bask ali celo Frank ali Rimljan (Akvitanec).  Ime Lup (iz latinskega lupus – volk, baskovsko otsoa - volk) je potrjeno totemsko osebno ime ali priimek, ki je bilo v zgodnjem srednjem veku zelo razširjeno po celi Gaskonji. Na položaj  gaskonjskega vojvode ga je morda imenoval Pipin Mali leta 768, lahko pa bi bil tudi izvoljen. Velikost njegovega ozemlja ni znana.  Po letu 769 je morda vladal v celi Akvitaniji, vendar je to malo verjetno. Gaskonja je med njegovo vladavino mejila na pokrajino Agenais n na severu segala do reke Garone. Bordeaux ni spadal vanjo in je bil v domeni grofov,  ki so jih imenovali Karolingi. Njegova oblast je morda, ali pa ne,  segala tudi preko Pirenejev, čeprav so bili Baski južno od Pirenejev uradno Karolinški podložniki. Slednje dokazuje Einhardov zapis o izdaji (perfidia) Baskov v bitki na Roncesvallesu. Lupa nekateri zgodovinarki kljub temu povezujejo z Rolandovim padcem v baskovsko  zasedo.
Lup II. je umrl verjetno leta 778.  Povezave z njegovimi predhodniki in njegovimi nasledniki so nejasne. Znano je, da je imel sinove Sanča, Seguina, Centula in Garsanda. Vsi sinovi, razen Garsanda, ki je padel v bitki z Berengarjem Toulouškim leta 819,  so nekaj časa vladali kot gaskonjski vojvode. Lup je imel morda tudi petega sina Adalrika, ki je bil aktiven med vladanjem toulouškega grofa Horsa.